# Villa pachystyla
Villa pachystyla är en tvåvingeart som beskrevs av Hesse 1956. Villa pachystyla ingår i släktet Villa och familjen svävflugor. Inga underarter finns listade i Catalogue of Life.